# Mano (piłkarz)
Mano, właśc. Celso Halilo de Abdul (ur. 28 kwietnia 1984 w Xai-Xai) – mozambicki piłkarz grający na pozycji obrońcy. W 2010 roku wystąpił wraz ze swą reprezentacją na Pucharze Narodów Afryki.